# جامعة فولغوغراد الطبية الحكومية
جامعة فولغوغراد الطبية الحكومية (بالروسية: Волгоградский государственный медицинский университет)هي واحدة من أقدم كليات الطب في روسيا. تقع في فولغوجراد، عاصمة الكيان الفيدرالي فولغوغراد في جنوب روسيا. تأسست في 1935 كمعهد ستالينجراد الطبي. حصلت على صفة الأكاديمية في عام 1993، وصفة الجامعة في عام 2003.

## وصلات خارجية
- الموقع الرسمي